# مكوي رينولدز
مكوي رينولدز (بالإنجليزية: McCoy Reynolds)‏ هو عسكري أمريكي، ولد في 23 سبتمبر 1916 في بيبا باسيز في الولايات المتحدة، وتوفي في 25 نوفمبر 1942 في جوادالكانال في جزر سليمان.